# Additiv färgblandning

Additiv färgblandning.

Additiv färgblandning, eller optisk färgblandning, är blandning av ljus med olika färg. Primärfärgerna som används är oftast rött, grönt och blått, och i RGB-systemet som används i bildskärmar blandas strålning med tre specificerade våglängder.  
Rött och grönt ger gult, rött och blått ger magenta, blått och grönt ger cyan. Gult, magenta och cyan kallas i detta sammanhang sekundärfärger. Med balanserad styrka av ljus med de tre primärfärgerna får man fram vitt, och genom att reglera styrkan av de olika ljuskällorna kan man få fram alla uppfattbara kulörtoner.  
I det mest renodlade exemplet, som på bilden, skapas blandningen genom att ljus från olika färgade ljuskällor belyser en och samma yta. På bildskärmar används i stället små lysande punkter med de tre primärfärgerna, och blandningen sker i betraktarens öga. Samma sak gäller det ljus som reflekteras från små punkter i färgtryck eller i den konstmålningsteknik som kallas pointillism.   